# Sentul International Circuit
Il Sentul International Circuit è un circuito motoristico situato nella città di Bogor, in Indonesia.
Essendo in una zona molto calda ed estremamente umida è veramente stressante per i piloti.
Completato nel 1994, ha ospitato il Gran Premio motociclistico dell'Indonesia del motomondiale nelle sue prime due edizioni, il Campionato mondiale Superbike (dall'edizione 1994 a quella del 1997) e anche una prova speciale del campionato del mondo rally. Inizialmente il circuito era lungo 4120 m, poi ridotto a 3 960 e poi aumentato a 3 965.
La sua larghezza era di 15 m, il suo rettilineo più lungo era di 900. In tempi più recenti ha ospitato l'A1 Grand Prix, la GP2 Asia Series e la F3 asiatica.
Tra le manifestazioni più recenti, nel 2009 ha ospitato competizioni di dragster e una prova del campionato nazionale turismo.